# Glen Mhor
Glen Mhor war eine Whiskybrennerei in Inverness, Schottland, Vereinigtes Königreich.

## Geschichte
Die Brennerei wurde 1892 von John Birnie (vorher Geschäftsführer bei Glen Albyn; 1910 bis 1916 Bürgermeister von Inverness) und John Mackinlay unter dem Namen Glen Mhor ("glen vohr" gesprochen, von schottisch-gälisch gleann mhor – großes Tal) gegründet, benannt nach der tektonischen Verwerfung des Great Glen, in dem sie lag. Am 8. Dezember 1894 begann die erste Whiskyproduktion. Zwischen 1917 und 1919 sowie 1943 und 1944 wurde nicht Produziert. 1925 wurde eine zweite Washstill eingebaut.
Anfang der 1950er wurde die Kastenmälzerei (Saladin boxes), welche auch von der gegenüberliegenden und seit 1920 ebenfalls zu Mackinlay & Birnie Ltd. gehörenden Glen Albyn Destillerie mitbenutzt wurde, eröffnet; das erste Mal, dass Saladin Boxes in der Whiskyproduktion zum Einsatz kamen.
1972 wurde die Brennerei von William Birnie, dem inzwischen über 80 Jahre alten Sohn von John Birnie, an Distillers Company Limited (DCL) verkauft. 1980 wurde die Mälzerei aus Kostengründen stillgelegt und das Malz von außerhalb bezogen. Am 8. März 1983 wurde zum letzten Mal gebrannt, die endgültige Schließung der Brennerei wegen Unrentabilität (umfassende Renovierungsarbeiten standen an) erfolgte am 31. Mai 1983. Schon im Oktober 1986 wurden die alten Gebäude abgerissen. Auf dem Gelände steht heute ein Supermarkt.

## Produktion
Das Wasser der zur Region Highlands/Northern Highlands gehörenden Brennerei stammte, wie bei der gegenüberliegenden Glen Albyn, aus dem River Ness. Sie verfügte ab 1925 über zwei Wash- und eine Spiritstill die bis 1963 direkt befeuert wurden.

## Trivia
Der schottische Autor Neil M. Gunn war zwischen 1921 und 1937 der zuständige Zoll- und Steuerbeamte für
Glen Mhor und Glen Albyn.